# Jean-Claude Michéa
Jean-Claude Michéa (París, 1950) és un filòsof polític i escriptor francès. És un referent dels sectors socials francesos més crítics.

## Biografia
Nascut en una família d'antics combatents de la Résistance contra l'ocupació nazi de França durant la Segona Guerra Mundial i eren membres del Partit Comunista Francès. Es formà en un ambient de cultura i solidaritat del comunisme francès de base. També al Liceu Paul Valéry amb professors com Alexandre Adler, Guy Konopnicki i France Gall. Va estudiar filosofia a la Universitat de la Sorbona entre 1967 i 1972. Feta l'agregació de filosofia l'any 1972, esdevingué professor de filosofia a secundària al Liceu Joffre de Montpeller. Tot i els oferiments rebuts, no deixà la docència que entén com l'ajuda al despertar i la conscienciació d'adolescents i joves per la filosofia.
Compromès amb el Partit Comunista Francès, va marxar-ne el 1976 per l'avenç dels plantejaments totalitaristes soviètics.
El seu notable assaig sobre George Orwell el donà a conèixer en el món del pensament i la reflexió sociopolítica a França. És un referent dels sectors socials francesos més crítics a través del seu mestratge i les seves publicacions.
Al final del curs 2009-2010 es jubilà. Des d'aleshores, viu amb la seva dona Linda Wong, en una granja de les Landes, en plena natura, mirant de viure en consonància amb el respecte al medi. Una opció de vida que entén com un pas polític.

## Pensament i política
Michéa ha contribuït a renovar l'anàlisi de les evolucions de la societat contemporània tot enfocant els fonaments culturals del capitalisme.
És el seu coneixement i estudi d'Orwell, que permet a Michéa distanciar-se del marxisme leninista sense reconciliar-se amb el capitalisme. També Orwel el forneix d'un dels elements claus per elaborar la seva crítica a la societat actual, la “decència comuna”.
Des d'aquesta òptica J.-C. Michéa ens planteja com seria una societat "decent". Una comunitat on la vida es basaria en uns estàndards morals i filosòfics compartits, basats en la generositat, l'ajuda mútua i el civisme. Tanmateix, aquesta aptitud per a la decència, basada en la solidaritat diària i propera, continua sent, de fet, "el privilegi de la gent corrent".
Els treballs i escrits de Michéa han bastit una nova manera d'entendre l'esquerra política a través de la crítica al socialisme tradicional tant a França com a altres països occidentals. Entén que la majoria de l'esquerra ha abandonat la lluita anticapitalista substituint-la per un conjunt d'idees que ell anomena la "religió progressista".
Defensa que el liberalisme és impulsat per un doble pensament: l'apologia de l'economia de mercat, d'una banda, de l'estat de dret i de l'"alliberament de la moral" de l'altra. L'economia de mercat està lligada, doncs, a l'alliberament dels costums. Per al liberalisme econòmic li és inseparable el liberalisme polític de l'esquerra. Ja que per imposar-se, una economia de dreta necessita una cultura d'esquerres.
En l'anàlisi de Jean-Claude Michéa, l'eix i la força del socialisme neix després d'haver comprès, des del segle xix, que un sistema social com el capitalisme basat exclusivament en la recerca de benefici privat condueix la humanitat cap a un atzucac. Paradoxalment, l'esquerra europea des de fa uns decennis ha triat adaptar-se i reconciliar-se amb el capitalisme. Considerant anacrònic el sorgiment de les crítiques radicals que van apareixent contra aquest sistema. Just en un moment en què comença a esquerdar-se per tot arreu sota el pes de les contradiccions internes. Per això avui és urgent pensar "l'esquerra contra l'esquerra".
La crisi produïda pel capitalisme actual comporta, en primer lloc, una catàstrofe moral i cultural. Ja que cap comunitat no pot sobreviure solsament sobre la base de cadascú per si mateix i de l'interès personal. D'aquí, la catàstrofe ecològica, perquè la idea de creixement material infinit en un món finit és la utopia més boja que l'home hagi concebut mai".

## La"metafísica del progrés" i l'acceptació del capitalisme
La ideologia progressista es basa en la creença que hi ha un "sentit de la història" i que cada pas endavant és un pas en la direcció correcta. Sense advertir que el capitalisme no té cap límit natural ni moral i és un sistema dinàmic que tendeix a colonitzar totes les regions del globus i totes les esferes de la vida humana. Per al "progressisme" qualsevol enfocament crític de la modernitat liberal s'ha tornat cada cop més difícil, fins al punt de confondre la idea que "el progrés no es pot aturar" amb la idea que "el capitalisme no es pot aturar".

## Educació i política. El progrés de la ignorància
A L'Enseignement de l'ignorance et ses conditions modernes (1999), Michéa exposa com en gran part l'escola com a institució és al servei del "progrés de la ignorància". Entesa aquesta no tant per la desaparició dels coneixements indispensables sinó pel declivi constant de la intel·ligència crítica. És a dir, aquella aptitud fonamental de la persona per comprendre el món que li ha tocat viure i a partir de quines condicions la rebel·lió contra aquest món es converteix en una necessitat moral. Ambdós aspectes no són completament independents, en la mesura que exercir el judici crític exigeix bases culturals mínimes, començant per la capacitat d'argumentar i el domini de les exigències lingüístiques elementals. Tanmateix, cal diferenciar un tipus d'ignorància i un altre, ja que l'experiència quotidiana ens mostra que un individu ho pot saber tot i no entendre res.
Això és imprescindible en uns temps on, als països industrialitzats, la joventut és cada vegada més permeable a la superstició, on ha disminuït alarmantment la seva capacitat de resistència intel·lectual enfront de les manipulacions mediàtiques o del bombardeig publicitari.

## Crítiques a les propostes de Michéa
Alguns pensen que les propostes de J.-C. Michéa, sota el camuflatge de la defensa de la "gent corrent", són un atac als drets i les emancipacions conquistades a costa de les lluites centenàries. La crítica de Michéa al neoliberalisme és vist com un esquer en fer del liberalisme un tot. Per aquesta raó el seu pensament trencador ha estat tan ben acollit per la ultradreta francesa. També hi ha qui veu com l'esmolada crítica de Jean-Claude Michéa vers el socialisme i la socialdemocràcia ha armat el discurs de la dreta i de l'extrema dreta contra la política progressista. Per a alguns, la seva obra és la matriu intel·lectual de la nova generació conservadora. Mentre que per altres, és un dels pocs que defensa un socialisme capaç de resistir el capitalisme.

## Obres
- Orwell, anarchiste tory .Castelnau-le-Lez: Climats. 1995.
- Les Intellectuels, le peuple et le ballon rond. Castelnau-le-Lez: Climats. 1998.
- L'Enseignement de l'ignorance et ses conditions modernes).Castelnau-le-Lez: Climats. 1999.
- Les Valeurs de l'homme contemporain. París: Éditions du Tricorne. 2001. (amb Alain Finkielkraut i Pascal Bruckner)
- Impasse Adam Smith. Brèves remarques sur l'impossibilité de dépasser le capitalisme sur sa gauche.Castelnau-le-Lez: Climats. 2002.
- Orwell éducateur (en francés). Castelnau-le-Lez: Climats. 2003. .
- L'Empire du moindre mal. Essai sur la civilisation libérale .Castelnau-le-Lez: Climats. 2007.
- La Double Pensée. Retour sur la question libérale Castelnau-le-Lez: Climats. 2008.
- Le Complexe d'Orphée. La gauche, les gens ordinaires et la religion du progrès). Castelnau-le-Lez: Climats. 2011.
- L'Âme de l'homme sous le capitalisme, postface à La Culture de l’égoïsme - Discussion entre C. Lasch et C.Castoriadis. Castelnau-le-Lez: Climats. 2012.
- Les Mystères de la gauche: de l'idéal des Lumières au triomphe du capitalisme absolu . Castelnau-le-Lez: Climats. 2013.
- Le plus beau but est une passe. París: Flammarion. 2014.
- La Gauche et le Peuple. Lettres croisées. París: Flammarion. 2014. amb Jacques Julliard
- Notre ennemi, le capital (en francés).París: Flammarion. 2017.